# Glory, Glamour and Gold
Glory, Glamour and Gold —en español: Gloria, glamour y oro— fue el cuarto y último álbum de estudio de nuevas canciones de Army of Lovers, y fue publicado en 1994. Los siguientes álbumes fueron compilaciones, conteniendo cada una algunas canciones nuevas. Se publicaron tres sencillos para este álbum: Lit De Parade, Sexual Revolution y Life Is Fantastic. El sencillo de más éxito fue Lit De Parade, que recibió una gran cantidad de emisión por antena en el Reino Unido y Europa. También tuvo bastante éxito en los Estados Unidos, alcanzando el decimocuarto puesto en la Billboard Dance Single Chart. Sexual Revolution debutó en la decimocuarta posición en los Estados Unidos, pero dejó la Hot 100 Chart en cinco semanas.
La lista de canciones del Reino Unido y EE. UU. es la misma que la de Europa. Por primera vez, el grupo publicó todos los sencillos de álbum como remixes.
Hurrah Hurrah Apocalypse y Lit De Parade fueron producidas por Vacuum, también conocidos como Alexander Bard y Anders Wollbeck. Fue la segunda banda de Alexander después de dejar Army of Lovers.
Este álbum significó el menor número de ventas para un álbum de estudio de la banda, después del álbum debut, con cifras aproximadas de 1 millón de copias en todo el mundo.

## Lista de canciones

### CD
1. Hurrah Hurrah Apocalypse (5:33)
2. Sexual Revolution (3:47)
3. Stand Up for Myself (4:02)
4. Lit De Parade (Edición del vídeo) (3:16)
5. Life Is Fantastic (4:04)
6. Mr. Battyman (3:12)
7. C'est Démon (3:34)
8. Shine Like a Star (3:41)
9. You've Come a Long Way Baby (6:07)
10. Ballrooms of Versailles (3:27)
11. Dub Evolution (En realidad un remix doblado de «Sexual Revolution») (4:21)
12. Like a Virgin Sacrificed (4:04)
13. Lit De Parade (Edición para radio, una versión corta del remix «Plaisir de Nirvana» de Anders Hansson) (3:27)

## Posición en las listas
| Lista                            | Posición | Ventas y certificaciones    |
| -------------------------------- | -------- | --------------------------- |
| Lista de álbumes rusa            | 1.       | Diamante 400.000 + Unidades |
| Lista de álbumes finlandesa      | 26.      | 10.000 + Unidades           |
| Lista de álbumes del Reino Unido | -        |                             |
| Lista de álbumes italiana        | 20.      | Oro 50.000 + Unidades       |

## Créditos
- Coros [The Army Tabernacle Choir] – The 69 Caruso, Erika Essen-Möller, Lilling Palmeklint, Lotten Andersson, Malin Bäckström, Rickard Evenlind
- Voces, Bajo – Dominika Peczynski
- Voces, Batería – Jean-Pierre Barda
- Voces, Guitarra – Alexander Bard
- Voces, Teclado – Michaela Dornonville de la Cour

- Datos: Q1939812